# Bitwa na La Gudiña

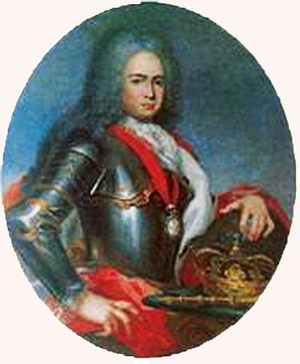
Portugalski król Jan V – uczestnik wojny o hiszpańską sukcesję

Bitwa na La Gudiña – starcie zbrojne pomiędzy wojskami francusko-hiszpańskimi i angielsko-portugalskimi, które miało miejsce 7 maja 1709 w Estremadurze podczas hiszpańskiej wojny sukcesyjnej.

## Wprowadzenie
Rozległy konflikt europejski pomiędzy „Królem Słońce” i tzw. Wielkim Sojuszem, w który włączona została także Portugalia, zastał ją całkowicie nieprzygotowaną do wojny, tym bardziej, że szybko zmieniła się też jej rola jako sojusznika. Początkowo związana aliansem  z Francją (18 czerwca 1701), wkrótce zerwała go przystępując do koalicji przeciw Burbonom (16 maja 1703), o czym m.in. zdecydowały obawy przed ponownym zdominowaniem przez silniejszą Hiszpanię oraz sporne z nią kwestie terytorialne. Jednakże liczebnie słaba i funkcjonalnie przestarzała armia portugalska od początku mogła stanowić dość nikłe wsparcie dla wojsk antyfrancuskiej koalicji (głównie angielskich). Sytuację zmieniała zadekretowana dopiero w 1707 przez Jana V rzeczywista reforma wojska oparta na wzorach francuskich: zamiast XVII-wiecznych struktur organizacyjnych utworzono regularne pułki (regimenty), zapoczątkowano tworzenie kawalerii oraz podstaw pod stopniowy rozwój polowej artylerii. Przywrócono też (ograniczone przez Piotra II) wojskowe kompetencje gubernatorów prowincji (governador das armas de provincia). Istotną rolę odgrywał tu markiz de Fronteira, któremu w 1709 powierzono tę funkcję na obszarze Alentejo.
Wojska te skupiały się na strategicznie ważnym obszarze Olivençy, która traktatowo przejęta w końcu XIII wieku od Hiszpanów, była uważana przez nich za obszar sporny, podlegający historycznym roszczeniom rewindykacyjnym. W II połowie XVII w. Portugalczycy stworzyli tam umocniony przyczółek nadgraniczny z twierdzami Olivença (nad Gwadianą, na południe od Badajoz) i Campo Maior (nad Caią, na północ od Badajoz) oraz z fortem zaporowym przy odnowionym moście Ajuda (Ponte da Ajuda), stanowiącym ważne w tym rejonie przejście przez Gwadianę. 

## Działania poprzedzające

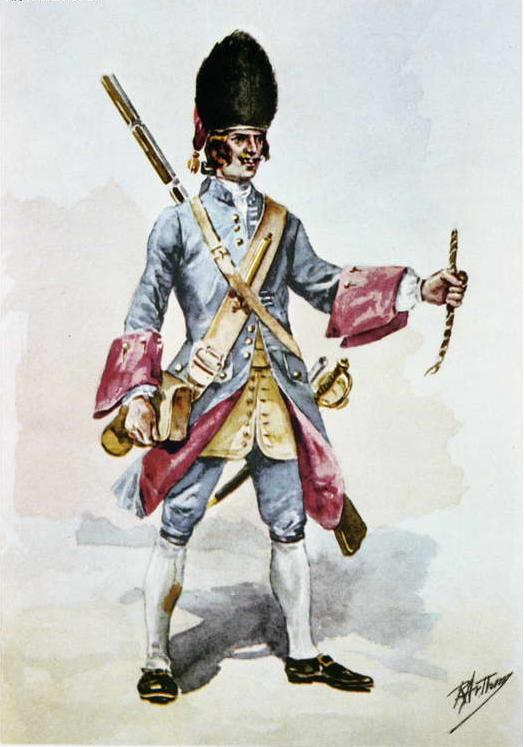
Grenadier portugalski z początku XVIII wieku

Mimo dotkliwej klęski poniesionej pod Almansą, słaba armia portugalska wspomagana przez Anglików nadal zdolna była do działań operacyjnych. Po uzyskaniu żądanych posiłków angielskich (ok. 8 000), zamierzano także z kierunku Estremadury podjąć ofensywę na Madryt; wcześniej jednak należało opanować nadgraniczną twierdzę Badajoz, której dwukrotnie nie udało zdobyć poprzednio. Pozycję tę nadal blokowały siły burbońskie dowodzone przez markiza de Bay. Mianowany przez Filipa V w 1704 namiestnikiem (tzw. kapitan generalny) obszaru hiszpańskiej Estremadury, wiosną 1709 roku dysponował on 18 tysiącami Hiszpanów i Francuzów rozlokowanych w pobliżu portugalskiej granicy.
Po stronie przeciwnej, wykorzystując osłabienie sił burbońskich spowodowane koniecznymi posiłkami dla wojsk we Flandrii, hr. Galway nalegał na podjęcie działań ofensywnych z wtargnięciem do hiszpańskiej  Estremadury. Pretekstem stało się wysłanie przez markiza de Bay na początku maja 1709 kawalerii dla plądrowania okolic fortu San Cristobal położonego koło Badajoz, po drugiej stronie Gwadiany. Wywołało to reakcję markiza de Fronteira, stojącego wraz z hr. Galway na czele wojsk koalicyjnych. Nieco silniejsi sprzymierzeni dysponowali 49 pułkami piechoty i kawalerii (ok. 17 tysięcy pieszych i 5 tys. jezdnych) w porównaniu z 40 burbońskimi. Siła artylerii po obu stronach była wyrównana (po ok. 20 dział).

## Bitwa
Wbrew radom hrabiego Galwaya, sprowokowany de Fronteira zareagował pospiesznie: wyruszając spod Elvas przekroczył nadgraniczną rzeczkę Caya, prowadząc własną kawalerię (regiment lekkokonnych z Olivençy) oraz znaczne zgrupowanie piechoty z niewieloma działami. Już podczas przekraczania rzeki przez tabory wojska koalicjantów weszły w styczność z awangardą kawalerii hiszpańskiej. 

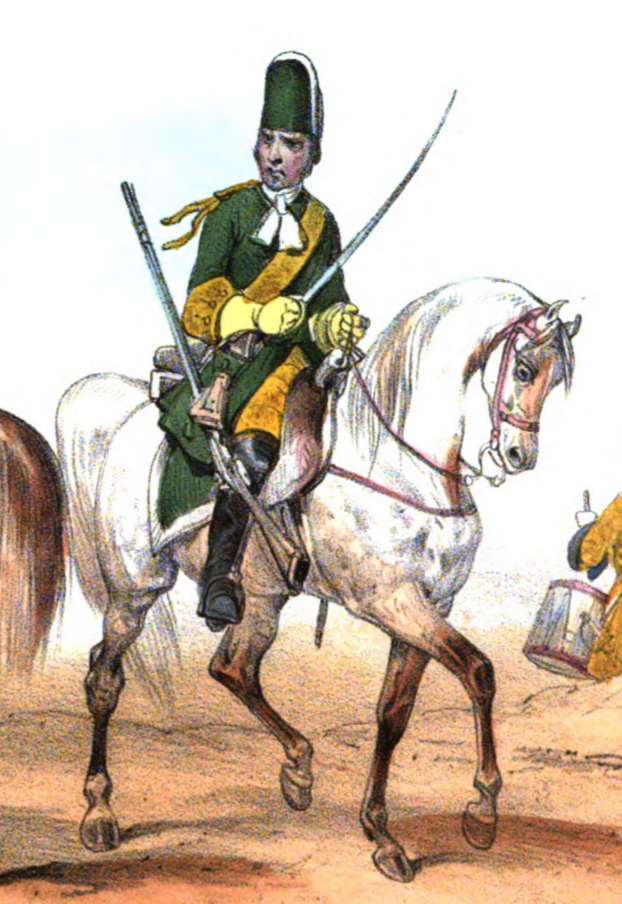
Dragon hiszpański z 1703 r.

Do starcia doszło na nieodległej równinie La Gudiña. Pierwszą linią lewego skrzydła sprzymierzonych dowodził hr. São João; druga linia, z trzema pułkami angielskimi, pozostawała pod komendą hr. Galway. Na lewym skrzydle burbońskim rozwinęła się w pierwszej linii brygada hiszpańska złożona z dragońskich regimentów kawalerii Osuna i Pavia oraz pułku Graftona.
Wyczuwając miejscową słabość przeciwnika, de Bay przeprowadził natarcie kawalerią na prawe skrzydło sprzymierzonych z ich portugalską kawalerią, którą zmuszono ją do ucieczki. Z kolei odsłonięte w ten sposób 2 bataliony angielskiej piechoty, odcięte od sił głównych, również zmuszone zostały do kapitulacji. 
Następnie zaatakowano portugalską piechotę, lecz natarcie to trzykrotnie odparto. W obliczu krytycznej sytuacji hr. Galway wysłał do natarcia brygadę Pearce'a, umożliwiając Portugalczykom wycofanie się i odwrót za rzekę Caya. Brygada angielska została jednak okrążona i również zmuszona do poddania. Do niewoli dostali się gen. Nicolas Sarkey ze swym pułkiem, brygadier Thomas Pearce z 300 dragonami i regiment samego Galwaya, a także hr. São João. Dowodzący centrum angielski pułkownik Ally, nie dysponując w ogóle kawalerią, zarządził odwrót przed natarciem hiszpańskiej piechoty, pozostawiając na polu walki sztandary, działa i tabory, i przekraczając Cayę bez niszczenia mostów. Pozostała część wojsk angielsko-portugalskich dokonała zorganizowanego odwrotu do Elvas, utrzymując tam swe pozycje w trakcie dalszej kampanii.

## Następstwa
Zwycięstwem tym przejściowo odsunięto niebezpieczeństwo inwazji sprzymierzonych z terytorium portugalskiego. W bitwie Portugalczycy i Anglicy stracili w zabitych i rannych 1700 ludzi oraz 2300 wziętych w niewolę, wraz ze zdobytymi przez nieprzyjaciela 17 działami i 15 sztandarami. Wojska francusko-hiszpańskie w rannych i zabitych utraciły zaledwie ok. 400 ludzi.  